# Komponenta komplementa 2
Komponenta komplementa C2 je protein koji je kod čoveka kodiran C2 genom. Ovaj protein je deo klasičnog puta sistema komplementa.
Aktivirani C1 razlaže C2 u C2a i C2b. C2a dovodi do aktivacije C3. C2 deficijencija je povezana sa pojedinim autoimunskim oboljenjima.

## Literatura
- Bartholomew WR, Shanahan TC (1991). „Complement components and receptors: deficiencies and disease associations.”. Immunol. Ser. 52: 33—51. PMID 2091785.
- Campbell RD (1988). „The molecular genetics and polymorphism of C2 and factor B.”. Br. Med. Bull. 43 (1): 37—49. PMID 3315100.
- Yu CY (1999). „Molecular genetics of the human MHC complement gene cluster.”. Exp. Clin. Immunogenet. 15 (4): 213—30. PMID 10072631. doi:10.1159/000019075.
- Lutsenko SM, Kharchenko VG, Bachurin VI, Lomakin MM (1976). „[Circulating blood volume and regional hemodynamics in acute gastrointestinal hemorrhage]”. Sovetskaia meditsina (2): 38—41. PMID 1084023.
- Zhu ZB; Hsieh SL; Bentley DR;  . (1992). „A variable number of tandem repeats locus within the human complement C2 gene is associated with a retroposon derived from a human endogenous retrovirus.”. J. Exp. Med. 175 (6): 1783—7. PMC 2119228 . PMID 1350302. doi:10.1084/jem.175.6.1783.
- Lappin DF; Guc D; Hill A;  . (1992). „Effect of interferon-gamma on complement gene expression in different cell types.”. Biochem. J. 281 ( Pt 2): 437—42. PMC 1130704 . PMID 1531292.
- Johnson CA; Densen P; Hurford RK;  . (1992). „Type I human complement C2 deficiency. A 28-base pair gene deletion causes skipping of exon 6 during RNA splicing.”. J. Biol. Chem. 267 (13): 9347—53. PMID 1577763.
- Lappin DF, Birnie GD, Whaley K (1991). „Interferon-mediated transcriptional and post-transcriptional modulation of complement gene expression in human monocytes.”. Eur. J. Biochem. 194 (1): 177—84. PMID 1701385. doi:10.1111/j.1432-1033.1990.tb19443.x.
- Horiuchi T, Macon KJ, Kidd VJ, Volanakis JE (1989). „cDNA cloning and expression of human complement component C2.”. J. Immunol. 142 (6): 2105—11. PMID 2493504.
- Cole FS; Whitehead AS; Auerbach HS;  . (1985). „The molecular basis for genetic deficiency of the second component of human complement.”. N. Engl. J. Med. 313 (1): 11—6. PMID 2582254. doi:10.1056/NEJM198507043130103.
- Bentley DR (1987). „Primary structure of human complement component C2. Homology to two unrelated protein families.”. Biochem. J. 239 (2): 339—45. PMC 1147286 . PMID 2949737.
- Bentley DR, Campbell RD, Cross SJ (1985). „DNA polymorphism of the C2 locus.”. Immunogenetics. 22 (4): 377—90. PMID 2997031. doi:10.1007/BF00430921.
- Kam CM; McRae BJ; Harper JW;  . (1987). „Human complement proteins D, C2, and B. Active site mapping with peptide thioester substrates.”. J. Biol. Chem. 262 (8): 3444—51. PMID 3546307.
- Wu LC, Morley BJ, Campbell RD (1987). „Cell-specific expression of the human complement protein factor B gene: evidence for the role of two distinct 5'-flanking elements.”. Cell. 48 (2): 331—42. PMID 3643061. doi:10.1016/0092-8674(87)90436-3.
- Gagnon J (1984). „Structure and activation of complement components C2 and factor B.”. Philos. Trans. R. Soc. Lond., B, Biol. Sci. 306 (1129): 301—9. PMID 6149575. doi:10.1098/rstb.1984.0091.
- Bentley DR, Porter RR (1984). „Isolation of cDNA clones for human complement component C2.”. Proc. Natl. Acad. Sci. U.S.A. 81 (4): 1212—5. PMC 344796 . PMID 6199794. doi:10.1073/pnas.81.4.1212.
- Parkes C, Gagnon J, Kerr MA (1983). „The reaction of iodine and thiol-blocking reagents with human complement components C2 and factor B. Purification and N-terminal amino acid sequence of a peptide from C2a containing a free thiol group.”. Biochem. J. 213 (1): 201—9. PMC 1152109 . PMID 6555044.
- Kerr MA, Gagnon J (1982). „The purification and properties of the second component of guinea-pig complement.”. Biochem. J. 205 (1): 59—67. PMC 1158446 . PMID 6922702.

## Spoljašnje veze
- Complement+2 на 